# Sigmodon
A Sigmodon az emlősök (Mammalia) osztályának rágcsálók (Rodentia) rendjébe, ezen belül a hörcsögfélék (Cricetidae) családjába tartozó nem.

## Rendszerezés
A nembe az alábbi 2 alnem és 14 faj tartozik:
- Sigmodon Say & Ord, 1825
  - Sigmodon alleni Bailey, 1902
  - Sigmodon arizonae Mearns, 1890
  - Sigmodon fulviventer J. A. Allen, 1889
  - Sigmodon hirsutus Burmeister, 1854
  - Sigmodon hispidus Say & Ord, 1825 - típusfaj
  - Sigmodon inopinatus Anthony, 1924
  - Sigmodon leucotis Bailey, 1902
  - Sigmodon mascotensis J. A. Allen, 1897
  - Sigmodon ochrognathus Bailey, 1902
  - Sigmodon peruanus J. A. Allen, 1897
  - Sigmodon planifrons Nelson & Goldman, 1933
  - Sigmodon toltecus Saussure, 1860
  - Sigmodon zanjonensis Goodwin, 1932
- Sigmomys Thomas, 1901
  - Sigmodon alstoni Thomas, 1881